# ستيفن إيرلي
ستيفن إيرلي (بالإنجليزية: Stephen Early)‏ هو صحفي أمريكي، ولد في 27 أغسطس 1889 في Crozet, Virginia ‏ في الولايات المتحدة، وتوفي في 11 أغسطس 1951 في واشنطن العاصمة في الولايات المتحدة بسبب نوبة قلبية.

## وصلات خارجية
- ستيفن إيرلي على موقع مونزينجر (الألمانية)
- ستيفن إيرلي على موقع إن إن دي بي (الإنجليزية)